# 君の思い描いた夢 集メル HEAVEN
『君の思い描いた夢 集メル HEAVEN』（きみのおもいえがいたゆめ あつメル ヘヴン）は、GARNET CROWの18枚目のシングル。発売は2005年5月18日。

## 解説
楽曲自体は2004年末に完成しており、この時はバラード調だった。その後アップテンポな曲になり、アニメ『メルヘヴン』のタイアップへと決まる。歌詞はアニメを意識したものとなった。以降は同番組のテーマソングを務めるようになる（同作品内で、GARNET CROWはスペシャルサンクスに記されている。また作品中には「ガーネットクロウ」というÄRMも出てくる）。15thシングル「僕らだけの未来」以来久々のウィークリーオリコンチャートトップ10位内入りを果たした。
また、この作品で初めて初回盤・通常盤を分けて発売された。初回盤と通常盤ではCDジャケットやCDレーベル等が異なっている他、初回盤歌詞カード内には期間限定特設サイトにアクセスできるIDとパスワードが掲載されている。収録内容に違いはない。
ジャケット及びMV撮影は兵庫県芦屋市六麓荘町にあるビーイング創業者の長戸大幸の別荘で行われた。
アニメ1話ではアレンジ版がBGMとして使用されている。

## 批評
CDjournalによると、本曲は成長していく人を書いた歌詞とポップなメロディーがマッチしていると評されている

## 収録曲
1. 君の思い描いた夢 集メル HEAVEN
  - 作詞：AZUKI七 / 作曲：中村由利 / 編曲：古井弘人

テレビ東京系アニメ『メルヘヴン』オープニングテーマ[4]
歌詞中に出てくる『ノヴァーリス』はドイツの詩人であり、『青い花』はノヴァーリスの未完の小説である。
GARNET CROWのシングル曲では唯一、オリジナルアルバムに収録されていない曲である。（5か月後に発売されたベストアルバム『Best』に収録されたため。）
2. Circle Days
  - 作詞：AZUKI七 / 作曲：中村由利 / 編曲：古井弘人
3. いつかまた会いましょう
  - 作詞：AZUKI七 / 作曲：中村由利 / 編曲：古井弘人
4. 君の思い描いた夢 集メル HEAVEN -Instrumental-

## 収録アルバム
君の思い描いた夢 集メル HEAVEN
- Best
- メルヘヴン THEME SONG BEST
- THE BEST History of GARNET CROW at the crest...
- THE ONE 〜ALL SINGLES BEST〜

Circle Days
- GOODBYE LONELY 〜Bside collection〜

## カバー
| アーティスト | 収録作品                   | 発売日        |
| ------------ | -------------------------- | ------------- |
| 浅川悠       | 『百歌声爛 女性声優編III』 | 2009年3月18日 |